# العلاقات الساموية الليبية
العلاقات الساموية الليبية هي العلاقات الثنائية التي تجمع بين ساموا وليبيا.

## مقارنة بين البلدين
هذه مقارنة عامة ومرجعية للدولتين:
| وجه المقارنة                                              | ساموا                        | ليبيا                                       |
| --------------------------------------------------------- | ---------------------------- | ------------------------------------------- |
| المساحة (كم2)                                             | 2.84 ألف                     | 1.76 مليون                                  |
| عدد السكان (نسمة)                                         | 196.44 ألف                   | 6.37 مليون                                  |
| الكثافة السكانية (ن./كم²)                                 | 69.17                        | 3.62                                        |
| العاصمة                                                   | أبيا                         | طرابلس                                      |
| اللغة الرسمية                                             | لغة إنجليزية، اللغة الساموية | اللغة العربية، اللغة العربية الفصحى الحديثة |
| العملة                                                    | تالا ساموي                   | دينار ليبي                                  |
| الناتج المحلي الإجمالي (بليون دولار)                      | 856.63 مليون                 | 50.98 مليار                                 |
| الناتج المحلي الإجمالي (تعادل القوة الشرائية) بليون دولار | 1.15 مليار                   | 69.32 مليار                                 |
| الناتج المحلي الإجمالي الاسمي للفرد دولار أمريكي          | 3.94 ألف                     |                                             |
| الناتج المحلي الإجمالي للفرد دولار أمريكي                 | 5.79 ألف                     | 15.60 ألف                                   |
| مؤشر التنمية البشرية                                      | 0.702                        | 0.724                                       |
| رمز المكالمات الدولي                                      | +685                         | +218                                        |
| رمز الإنترنت                                              | .ws                          | .ly                                         |
| المنطقة الزمنية                                           | ت ع م+13:00                  | ت ع م+02:00، توقيت شرق أوروبا               |

## منظمات دولية مشتركة
يشترك البلدان في عضوية مجموعة من المنظمات الدولية، منها:
| علم المنظمة | اسم المنظمة                        | تاريخ انضمام ساموا | تاريخ انضمام ليبيا |
| ----------- | ---------------------------------- | ------------------ | ------------------ |
|             | وكالة ضمان الاستثمار متعدد الأطراف | 27 سبتمبر 2002     | 5 أبريل 1993       |
|             | منظمة الشرطة الجنائية الدولية      | ?                  | ?                  |
|             | منظمة حظر الأسلحة الكيميائية       | ?                  | ?                  |
|             | الأمم المتحدة                      | 15 ديسمبر 1976     | 14 ديسمبر 1955     |
|             | مؤسسة التمويل الدولية              | 28 يونيو 1974      | 18 سبتمبر 1958     |
|             | يونسكو                             | 3 أبريل 1981       | 27 يونيو 1953      |
|             | مؤسسة التنمية الدولية              | 28 يونيو 1974      | 1 أغسطس 1961       |
|             | البنك الدولي للإنشاء والتعمير      | 28 يونيو 1974      | 17 سبتمبر 1958     |
|             | الاتحاد البريدي العالمي            | ?                  | ?                  |
|             | الاتحاد الدولي للاتصالات           | 7 أكتوبر 1988      | 3 فبراير 1953      |

## وصلات خارجية
- موقع وزارة الخارجية الليبية